# Průmyslová zóna Ostrava – Mošnov
Průmyslová zóna Ostrava – Mošnov se nachází 25 km jižně od centra Ostravy a je jednou z pěti Strategických průmyslových zón v České republice. Je jedinečnou příležitostí pro investory, kteří do ní investují z důvodu její strategické pozice v rámci dopravní infrastruktury. Zvláště se upřednostňuje spolupráce s místními dodavateli. Lokalita je plně otevřena různým obchodním aktivitám, především technickému pokroku a exportu. Zvláštností je, že přímo v místě se nacházejí celní služby i Free zone.  Vlastníkem pozemků je Statutární město Ostrava a rozloha je 200 ha, přičemž 164 ha je plocha určená k prodeji investorům. Zóna je podporovaná státem a akreditována agenturou CzechInvest. Celkem se v SPZ Ostrava – Mošnov proinvestovalo 5,36 mld. Kč a nabízí 2 198 pracovních míst (k 30. 6. 2015). Nedaleko této průmyslové zóny se nachází i Průmyslová zóna Ostrava – Hrabová.

## Vznik
Od roku 1998 začala Česká republika využívat systém přímých zahraničních investic. Strategické průmyslová zóna Ostrava-Mošnov začala vznikat již v letech 1999 – 2000 v přímém sousedství u mezinárodního Letiště Leoše Janáčka Ostrava. Tato průmyslová zóna byla investičně připravována na základě poptávky společnosti Hyundai Motor Company. Ta měla v úmyslu vytvořit novou automobilku na území České republiky s výměrou plochy přes 200 ha a nejvýše 80 km od budovaného závodu Kia-Hynuday v Žilině. Hyundai byly předloženy tři návrhy na umístění (SPZ Ostrava-Mošnov, SPZ Nošovice, SPZ Holešov), ze kterých vyšel vítězně závod v Nošovicích. Společně se SPZ Ostrava-Mošnov byla vystavěna průmyslová zóna Ostrava-Hrabová a Vědeckotechnologický park Ostrava. Na financování staveb se podílely státní dotace a prostředky z Evropské unie z fondu PHARE .

## Dopravní dostupnost
Zóna se vyznačuje velmi dobrou dopravní dostupností s možností využití silniční, železniční a letecké dopravy. Přímé napojení na síť Správy železnic, dálnici D48 a páteřní komunikaci České republiky dálnici D1, která vede z Prahy přes Brno až do Polska. Hraniční přechod do Polska se nachází zhruba 45 km od zóny.
V bezprostřední blízkosti se nachází Letiště Leoše Janáčka Ostrava. Jako jediné v České republice je napojeno na železnici. Železniční trať pojí letiště s hlavním železničním koridorem mezi Ostravou a Prahou nebo Brnem. Součástí stavby je zastřešený terminál, který s letištní odbavovací halou spojuje krytá chodba. Kolejového napojení mohou využívat jak cestující, kteří se tímto způsobem dostanou z vlaku na letiště suchou nohou, tak investoři v rozvojové lokalitě. Na železniční trať je v zóně napojen také překládkový terminál Ostrava-Mošnov.

## Investoři
Behr (Německo, automobilový průmysl)
Převládající činnost: výroba chladičů, chladírenských zařízení a klimatizace do automobilového průmyslu. Výroba pro automobily světových značek má téměř stoletou tradici. V České republice byly první závody zahájeny v Mnichově Hradišti, v roce 2007 přibyly podniky v Holešově a Mošnově. V současnosti má výrobní podniky v 36 zemích světa. Důvody umístění výroby do Ostravy byla blízkost jiných automobilových výrobců v okolí (KIA v Žilině), dostatek kvalifikované pracovní síly, ale i vize spolupráce s Technickou univerzitou v Ostravě.
Plakor (Jižní Korea, automobilový průmysl)
Firma Plakor poskytuje komplexní výrobu v oblasti automobilových plastů. Hlavními výrobky pro zákaznický odběr jsou nárazníky, spojlery, palubní desky a ostatní exteriérové a interiérové aplikace. Spolupracuje s automobilovými výrobnami KIA Motors a Hyundai Motor, proto jako dodavatel zaujímá strategickou polohu v průmyslové zóně Ostrava - Mošnov.
Hyundai Mobis (Jižní Korea, automobilový průmysl)
Původní průmyslový podnik zaměřený na výrobu kontejnerů začal v roku 1977. V průběhu dvacátých let se přetransformoval na automobilový průmysl a v současnosti dodává výrobky světovým producentům automobilů - KIA Motors a Hyundai Motor. Hlavním zaměřením je výroba modulů a autosoučástek.
Cromodora Wheels (Itálie, automobilový průmysl)
Závod se nachází v Mošnově od roku 2008, přičemž hlavním výrobním artiklem jsou kola větších rozměrů a tzv. „flow-formed“ kola. Dnes dodává kola pro prestižní automobilové podniky jako je Audi, BMW, Porsche, Škoda auto, apod. V průmyslové zóně zaměstnává přibližně 300 pracovníků avšak plánuje rozšíření výroby a zásobování automobilových závodů i na Slovensko.
Free Zone Ostrava (Česko, služby svobodného celního pásma)
Hlavní náplní firmy jsou komplexní celní služby, skladování v svobodném celním pásmu a možnost výroby v tomto prostoru. Obsluhuje obchod v multimediálním koridoru evropského významu Vídeň - Brno - Olomouc - Ostrava - Varšava. Jako jedna z prvních společností v Česku získala osvědčení Oprávněný hospodářský subjekt (AEO).
Hb Reavis Group (Slovensko, developerská společnost)
Společnost vznikla v roce 1993 v Bratislavě. Využívá integrovaný obchodní model zahrnující development, výstavbu, správu majetku a investiční management. Aktuálně působí na klíčových trzích střední Evropy, Spojeného království a Turecka. Na kontě má desítky úspěšně realizovaných projektů jako například výstavbu obchodně-zábavných center (Aupark), kancelářských prostorů a logistických center.